# Parlamentsfernsehen des Deutschen Bundestages
Das Parlamentsfernsehen des Deutschen Bundestages ist das hauseigene Fernsehangebot des Deutschen Bundestages. Sämtliche Plenardebatten sowie zahlreiche öffentliche Sitzungen und Anhörungen von Ausschüssen werden live, unkommentiert und in voller Länge übertragen.

## Geschichte
Die Überlegungen zur Errichtung eines Parlamentsfernsehens gehen bis auf das Jahr 1985 zurück. Nach Beratungen in der Ad-hoc-Kommission Parlamentsreform, dem Ausschuss für Wahlprüfung, Immunität und Geschäftsordnung sowie dem Ältestenrat beschloss der Deutsche Bundestag am 19. Juni 1991 den Aufbau eines bundestagseigenen Fernsehens. Der Sendebetrieb startete in Bonn am 26. April 1995 auf einem zunächst nur intern verbreiteten Hauskanal mit der ersten in Eigenregie übertragenen Plenarsitzung. Mit dem Umzug von Bonn nach Berlin verlegte auch das Parlamentsfernsehen seinen Sitz und sendet seit 1999 aus Berlin. Die studiotechnischen Einrichtungen befinden sich im Jakob-Kaiser-Haus in unmittelbarer Nähe zum Reichstagsgebäude.

## Verbreitung
Bis zu sechs parallele Übertragungen des Parlamentsfernsehens sind als Livestream im Internet unter www.bundestag.de zu empfangen. Alle Übertragungen stehen im Anschluss zeitlich unbegrenzt in der Mediathek unter www.bundestag.de/mediathek zur Verfügung.
Auf mobilen Geräten kann das Parlamentsfernsehen über die App „Deutscher Bundestag“ empfangen werden. Die kostenlose App ist sowohl für Android- und iOS-Betriebssysteme verfügbar.
Internetfähige Fernseher können mithilfe einer Smart-TV-App auf bis zu vier parallele Livestreams des Parlamentsfernsehens und die gesamte Mediathek zugreifen. Die App „Deutscher Bundestag“ ist auf Endgeräten folgender Hersteller und Plattformen abrufbar: Alphatronics, Android TV, Amazon Fire TV, Apple TV, Ayonz, BenQ, Blaupunkt, Changhong, Denver, Dyon, Emotn, Foxxum, Google TV (Chromecast), Grundig, Hisense, Humax, JBL, JVC, LG, Loewe, Nokia, OK., Panasonic, Philips, Samsung (Tizen), Sharp, Skyworth, SmartTech, Sony, Thomson, Toshiba, TCL, Vewd/Xperi und Xiaomi.
In Berlin ist das Parlamentsfernsehen im digitalen Breitbandkabelnetz von Vodafone frei empfangbar.
Ein Audiostream des Parlamentsfernsehens ist auf der Alexa-Sprachbox abrufbar.
Die Übertragungen des Parlamentsfernsehens werden Dritten wie zum Beispiel Rundfunkanstalten, Medienunternehmen und Nachrichtenagenturen kostenlos zur Verfügung gestellt.

## Übertragungen
Das Parlamentsfernsehen überträgt sämtliche Plenarsitzungen sowie zahlreiche Ausschusssitzungen und Anhörungen des Deutschen Bundestages. Darüber hinaus produziert das Parlamentsfernsehen für die Online-Angebote des Deutschen Bundestages Filme, Erklärvideos und Interviews zu parlamentarischen Themen sowie Beiträge zu aktuellen Ausstellungen des Parlaments. Die Livestreams und Videos in Gebärdensprache (DGS) sind unter www.bundestag.de/gebaerdensprache zu finden.
Das Produktionsvolumen des Parlamentsfernsehens lag 2020 bei rund 945 Stunden. Davon entfielen knapp 590 Stunden auf Plenarsitzungen, gut 350 Stunden auf Ausschusssitzungen, Anhörungen und Sonderveranstaltungen sowie rund fünf Stunden auf redaktionelle Beiträge und Interviews. Diese werden jedoch nicht im Parlamentsfernsehen ausgestrahlt, sondern sind ausschließlich als Video-on-Demand auf den Online-Angeboten des Deutschen Bundestages abrufbar.

## Kritik
In der Öffentlichkeit wird vereinzelt darüber diskutiert, ob das Parlamentsfernsehen des Deutschen Bundestages Rundfunk im Sinne des Rundfunkstaatsvertrages ist, oder ob es sich um eine Form der Öffentlichkeitsarbeit des Parlaments handelt. Diese Frage ist von Bedeutung, da der Grundsatz der Staatsferne des Rundfunks im Grundgesetz verankert ist. Die Rundfunkfreiheit ist in der Bundesrepublik als Reaktion auf die Meinungs- und Informationslenkung durch die Propaganda der Nationalsozialisten ein besonders hohes Schutzgut. Nach § 20a Abs. 3 des Rundfunkstaatsvertrages darf juristischen Personen des öffentlichen Rechts keine Zulassung zur Veranstaltung von Rundfunk erteilt werden.
Die Kommission für Zulassung und Aufsicht der Landesmedienanstalten (ZAK) vertrat in einer Stellungnahme vom März 2011 die Auffassung, dass das Parlamentsfernsehen in seiner damaligen Form Rundfunk sei, weil neben den Plenardebatten auch Beiträge zum Beispiel über Ausstellungen und die Arbeit und Funktionsweise von Gremien übertragen wurden, und dass deshalb eine Rundfunklizenz notwendig sei, die dem Bundestag als Verfassungsorgan jedoch nicht erteilt werden könne. Die Kritik richtete sich auf den nach Ansicht der ZAK wachsenden Anteil an redaktionellen Beiträgen. Der Anteil dieser Beiträge lag, gemessen am gesamten Produktionsvolumen, nach Angaben des Bundestages bei rund 0,6 Prozent. Nachdem die in der Kritik der ZAK stehenden Beiträge nur noch über die Mediathek zum Abruf bereitgestellt und nicht mehr linear ausgestrahlt wurden, bewertete die ZAK das Parlamentsfernsehen als Telemediendienst, der keiner Rundfunklizenz bedarf. Im Gegensatz zur Auffassung der ZAK war eine wissenschaftliche Untersuchung im Auftrag des Deutschen Bundestages 2007 zu dem Ergebnis gekommen, dass es sich beim Parlamentsfernsehen um keinen unzulässigen Staatsrundfunk handelte, sondern um zulässige Öffentlichkeitsarbeit. Die Legitimation für das Parlamentsfernsehen folge aus der Befugnis des Bundestages zur Selbstdarstellung. Auch eine Weiterentwicklung des Senders zu einem bundespolitischen Informationskanal mit Interviews und Gesprächsrunden sei möglich, solange ein unmittelbarer Bezug zum Deutschen Bundestag bestehe.